# Krzysztof Pruszkowski
Krzysztof Pruszkowski (ur. 23 marca 1943 w Kazimierzu Dolnym) – artysta fotografik, architekt. Absolwent Wydziału Architektury Politechniki Warszawskiej. Należy do Związku Polskich Artystów Fotografików. Zajmuje się fotografią konceptualną. Porusza zagadnienia wielości przestrzeni i czasu.
Po konceptualnych, reportażowo-socjologicznych cyklach fotograficznych z lat 70, artysta od 1984 r. rozwijał i opracowywał nową koncepcję fotografii, nazwaną przez siebie fotosyntezą. Polega ona na wielokrotnym fotografowaniu tego samego motywu, by w efekcie uzyskać obraz syntetyczny. Technikę tę artysta stosuje fotografując pejzaże czy portrety, ale także znane dzieła sztuki z dziedziny malarstwa i rzeźby, czy odwołując się do fotografii innych artystów.
Mieszka i tworzy w Kazimierzu Dolnym i (od lat 90.) w Paryżu.